# Document de référence (économie)
Dans le monde des entreprises et de l'économie, le « document de référence » (associé à un exercice donné) « contient une information détaillée sur l'activité, la situation financière et les perspectives d'une société ». 
C'est un document d'information et de reporting qui vise à améliorer la gouvernance des entreprises côtées, et qui doit donc être objectif et crédible, généralement éclairé par un commentaire des résultats financiers et perspectives. Il ne concerne généralement pas ou peu les questions fiscales « qui doivent en revanche présentées dans la comptabilité fiscale ».

## Forme
Selon les cas, il peut prendre la forme du rapport annuel (ou rapport financier annuel rédigé pour chaque fin d'exercice) de la société (qui a comme vocation principale d'informer les actionnaires sur sa situation financière de la société) ou la forme d'un « document spécifique établi pour les besoins d'une opération de marché ».

## Aspects réglementaires
Depuis 1988, la COB (Commission des opérations de bourse) transformée en AMF (Autorité des marchés financiers) en 2003, impose à toutes les sociétés cotées la rédaction d'un « document de référence ».
Ce document est soumis en France au contrôle de l'Autorité des marchés financiers (AMF).

### Renseignements obligatoires dans le document de référence
En France, selon l'AMF / COB, les entreprises qui sont tenues à produire ce document doivent au minimum y présenter :

### La composition duconseil d'administrationou duconseil de surveillance
Les indications sur la composition du conseil doivent comprendre « la liste de l'ensemble des mandats et fonctions exercés dans toute société pour chacun d'eux ». En complément, « les sociétés sont invitées à préciser le nombre d'administrateurs indépendants, les critères retenus pour qualifier un administrateur indépendant, si le conseil examiné la situation de chacun des administrateurs au regard de ces critères, le nombre d'administrateurs élus par les salariés, si un ou plusieurs censeurs ont été nommés, le ou les administrateurs dont la cooptation est soumise à ratification de l'assemblée générale, le nombre d'actions qui doivent être détenues par un administrateur ».

### Le rôle et le fonctionnement du conseil d'administration
Le document de référence doit préciser si le règlement intérieur du conseil existe et en décrire les caractéristiques principales.
- L'évaluation du conseil d'administration : « le document de référence indique les mesures qui ont été prises pour évaluer les performances du conseil d'administration ou bien les mesures d'évaluation qui sont prévues pour l'avenir. Le document de référence indique également le nombre de réunion tenues ainsi que le taux de présence des membres. Le document de référence expose aussi les règles de répartition des jetons de présence et les montants individuels des versements effectués à ce titre »[4].
- Le travail et les modalités de fonctionnement du conseil d'administration et/ou des comités : « pour chacun des comités, le document indique son appellation, le nom de ses membres, le nombre d'administrateurs indépendants, le taux de présence de ses membres, les attributions et modalités de fonctionnement du comité, ses missions et le nombre de réunions tenues au cours de l'exercice écoulé. Le document de référence expose l'activité de chaque comité et précise comment le comité des comptes ou de l'audit a rempli sa mission. S'agissant du comité examinant les rémunérations, le document donne les règles de fixation qui ont été définies pour la part variable de la rémunération des dirigeants, ainsi que la politique d'attribution des options ».[4]
- Le rapport du président « qui doit être mis à disposition au siège social et sous format électronique sur le site internet de l'AMF ainsi que sur le site internet de l'émetteur si celui-ci en possède un » doit aussi faire l'objet d'un communiqué informant le marché de la mise à disposition du rapport et « si la société publie un document de référence, les informations contenues dans le rapport devront y être insérée ».

## Langue de publication
Dans le cas de multinationales ou d'une entreprise implantée dans un pays, mais avec une direction parlant une autre langue, la question du choix de la langue ou des langues de publication se pose.